# Наганыч
P1 «Наганыч» - российский травматический револьвер.

## Описание
Револьвер был представлен публике в августе 2004 года на выставке РОСТО в Ижевске. После завершения сертификации и выпуска первой предсерийной партии из 9 шт., производился с осени 2004 по 2007 годы путём переделки снятых с вооружения 7,62-мм револьверов Наган обр. 1895 года. В ходе переделки производилось рассверливание канала ствола, приваривание его к раме и установка выступов-"рассекателей" в стволе и каморах барабана (не допускающих возможность выстрела боевым патроном с неэластичной пулей). После завершения переделки на металлические части оружия наносится новое воронение и маркировка.
Переделка привела к снижению прочности конструкции, однако надёжность револьвера Р1 "Наганыч" (изготовленного из оружейной стали) превышает прочность травматических револьверов и пистолетов, изготовленных из силумина и лёгких сплавов. Гарантированный производителем ресурс оружия составляет не менее 1000 выстрелов.

## Варианты и модификации
- травматический револьвер РС - служебное оружие под патрон 10х23 мм Т производства ЗАО «Техкрим» (отличается отсутствием выступов в канале ствола, дульная энергия увеличена до 100 Дж)[3]

## Страны-эксплуатанты
- Россия - сертифицирован в качестве гражданского оружия самообороны[1], разрешён к использованию сотрудниками частных охранных структур